# Злата Баня
Злата Баня або Золота Баня (словац. Zlatá Baňa) — село в Словаччині, Пряшівському окрузі Пряшівського краю. Розташоване в центральній частині східної Словаччини, у Солоних горах в долині Делні.
Уперше згадується у 1550 році.
У селі є римо-католицький костел з 1975 року.
Перед селом розташована частина Сигорд (словац. Sigord) з водоймищем та базою відпочинку.

## Населення
| Рік:            | 1994. | 2004.   | 2014.   | 2024.   |
| --------------- | ----- | ------- | ------- | ------- |
| Кількість осіб: | 406   | 416     | 451     | 431     |
| Різниця:        |       | +2,46 % | +8,41 % | -4,43 % |

| Рік:            | 2023. | 2024.   |
| --------------- | ----- | ------- |
| Кількість осіб: | 445   | 431     |
| Різниця:        |       | -3,14 % |

У селі проживає 452 особи.

## Географія
Протікає річка Делня.